# Колін Ньюман
Колін Ньюман (англ. Colin Newman, 16 вересня 1954, Солсбері, Вілтшир, Англія) ― британський музикант, музичний продюсер, незмінний вокаліст, і гітарист, автор пісень, пост-панк-гурту Wire.

## Біографія
Колін Ньюман народився 16 вересня 1954 року в Солсбері, Вілтшир, і виріс в місті Ньбері. Пізніше він почав відвідувати, Уотфордську школу, мистецтв.

## Музична карєра
У 1976, році Ньюман засновує гурт Wire, у якому він був і є основним вокалістом, гітаристом, і авторм пісень. Перший виступ Wire, відбувся 1 квітня 1977, року в лондонському клубі Roxy.  Спочатку Wire, був частиною лондонського панк-руху, але поступово почав переходити на більш експеремнтальне звучання, на пост-панк, нову хвилю, і альтернативний рок, що критики визнали гурт впливом пост-панк-гуртом. Коли в 1980, році гурт Wire тимчасово розпався і Колін Ньюман почав сольну карєру що дало йому змогу записати, шість студійних альбомів. В цих альбомах звучання було різним від пост-панку, до насиченої електронної музики, з гітарним звучання, і поп-звучанням, що до електронного звучання то критики навіть поєднували сольні роботи Коліна з Гері Ньюменом, в 1984, році Колін знову приєднується до Wire

## Продовження сольної карєри
Виступаючи з гуртом Wire Ньюман, далі працює сольно, випустивши альбом 1986, року Commercial Suicide, цей альбом відрізняється від попередніх сольних робіт Ньюмана, це більш насичена робота з оркестровим стилем, решта альбомів таких як альбом Bastrad, 1997, року випуску, електронне звучання, з більш насиченим інструментуванням, з використанням гітар та семплів, випущений на власному лейблі, Swim. Також Колін Ньюман, і працював продюсером, записува таких гуртів, Virgin Prunes, Parade Graund, Minimal Compact, Alain Bashung, Hawkwind, Dead Man Ray, Fennesz, Polysics.